# Norbert Daum
Norbert Daum (né le 6 septembre 1948 à Braunau am Inn) est un chef d'orchestre autrichien.

## Biographie
Il étudie le violon, la guitare et le piano ainsi que la composition et la direction. Entre 1965 et 1971, il est le leader d'un groupe beat, The Substitutes. En 1971, il s'installe à Munich. En 1975, il fait la connaissance de Ralph Siegel ; leur grande collaboration débute alors. Daum signe plus de 3 500 arrangements, notamment pour Vicky Leandros, Karel Gott, Demis Roussos ou Gilbert Bécaud.
En 1987, il participe à l'ensemble vocal Wir für Euch qui sort l'album Insel der Liebe.
Norbert Daum est chef d'orchestre au Concours Eurovision de la chanson à sept reprises, cinq fois pour l'Allemagne et deux pour le Luxembourg en 1979, 1980, 1982, 1985, 1992, 1993 et 1994.